# Борго-Паче
Борго-Паче (итал. Borgo Pace) — коммуна в Италии, располагается в регионе Марке, в провинции Пезаро-э-Урбино.
Население составляет 686 человек (2008), плотность населения составляет 12 чел./км². Занимает площадь 56 км². Почтовый индекс — 61040. Телефонный код — 0722.
Покровительницей коммуны почитается святая Еврозия из Хако, празднование в четвёртое воскресение мая.

## Демография
Динамика населения:

## Администрация коммуны
- Официальный сайт: http://www.comune.borgo-pace.pu.it/